# Mount Parker, Antarktis
Mount Parker är ett berg i Antarktis. Det ligger i Östantarktis. Nya Zeeland gör anspråk på området. Toppen på Mount Parker är 1 336 meter över havet, eller 83 meter över den omgivande terrängen. Bredden vid basen är 2,8 km.
Terrängen runt Mount Parker är kuperad åt sydost, men åt nordväst är den bergig. Trakten är obefolkad. Det finns inga samhällen i närheten.